# Bussgata

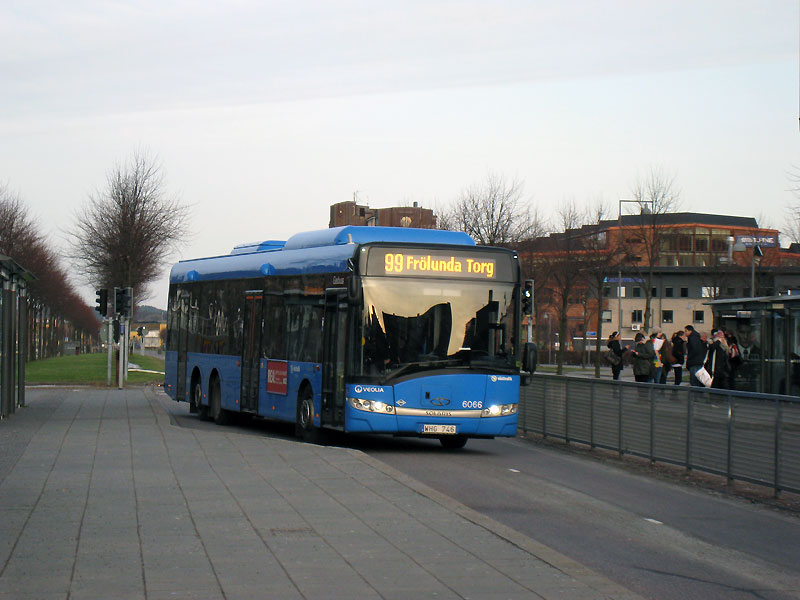
Bussgatan vid hållplats Lindholmen i Göteborg.

En bussgata är en gata eller väg som främst är reserverad för busstrafik. Även spårväg kan i undantagsfall tillåtas längs med bussgatan.
Övrig vägtrafik hänvisas till parallella vägar som emellanåt korsar bussgatan, ofta med trafikljus som visar stopp när buss närmar sig. För att hindra annan vägtrafik kan man bygga gropar eller uppstickande föremål längs med bussgatan som endast bussar kan passera.
Syftet med att bygga bussgatan är att prioritera busstrafiken framför andra trafikslag, främst av miljöskäl men även av framkomlighetsskäl.
Detta sätt att separera busstrafik från övrig trafik skiljer sig alltså från till exempel kollektivtrafikkörfält, vars syfte är att prioritera kollektivtrafik på motorväg och hårdare trafikerade stadsgator, och ibland även taxi och samåkande, i rusningstrafik.